# TrackID
TrackID — сервис, созданный в начале 2006 года калифорнийской компанией Gracenote для телефонов серии Walkman компании Sony Ericsson (кроме ранних моделей серии — W200, W300, W550, W700 и W800), позволяющий узнавать исполнителя и название музыкального произведения по его короткому отрывку, записанному на микрофон телефона. К середине 2007 года сервис TrackID стал стандартным для большинства телефонов Sony Ericsson (за исключением некоторых бюджетных моделей), перестав быть эксклюзивной функцией серии Walkman. Также начиная с 2010 года сервис представлен в виде приложения для платформы Android и распространялся компанией Sony бесплатно через Google Play.
Приложение было закрыто 15 сентября 2017 года, а пользователям предлагалось скачать Shazam. 

## Принцип работы
Для работы с сервисом в телефоне Sony Ericsson, поддерживающем функцию, встроено приложение TrackID, доступное из меню. Для распознавания музыкального произведения пользователь запускает программу — она записывает отрывок (10—12 секунд) музыкального произведения с помощью встроенного микрофона телефона в формате AMR и отсылает на Web-сервис Sony Ericsson, где он сравнивается с образцами, существующими в базе данных, и через несколько секунд, в случае успеха, на экране высвечивается информация о песне.

## Попытки использования с других устройств
Практически не имея аналогов, сервис быстро приобрёл известность и среди людей, не обладающих телефоном с такой функцией. Однако разработчики не желали пускать его в открытый доступ, и поэтому в веб-интерфейс сервиса была внедрена защита от несанкционированного доступа (не с телефонов Sony Ericsson). Таким образом, формально разрешалось использование сервиса и с тех телефонов Sony Ericsson, в которых эта функция не была изначально реализована.
Через некоторое время был найден способ обойти «проверку на Sony Ericsson». Он заключался в простой подмене значений User-Agent браузера устройства, с которого планируется получить доступ к сервису, на User-Agent WAP-браузера мобильного телефона W710. Из этого можно сделать вывод, что первая проверка заключалась в сравнении User-Agent.

### Java-программа
Первоначально этот метод был реализован в J2ME-программе от InetTools. Она обладала очень простым интерфейсом: пользователь должен был предварительно записать отрывок песни на диктофон, далее выбрать файл записи в программе, после чего программа отправляла его на сайт и открывала результат обработки запроса уже в браузере телефона. Однако, в основном, она «помогала» владельцам «телефонов-исключений» — W200, W300, W550, W800, так как не у многих телефонов была представлена возможность пользоваться сокетами или открыть браузер из программы.

### Компьютерная программа
Впоследствии была разработана методика получения доступа к сервису с компьютера с операционной системой Windows. Её особенность, как и прежде, заключалась в подмене значений User-Agent браузера Internet Explorer на соответствующие значения WAP-браузера Sony Ericsson W710. Для этого использовалась программа RMOSChange.

### Закрытие доступа
Вышеперечисленные способы распознавания музыки работали вплоть до принятия дополнительных мер безопасности в конце 2007 года. Теперь при обращении к сервису такими способами появляется сообщение

TrackID™ является службой Sony Ericsson и Gracenote.
В связи с условиями и режимом, мы можем позволить доступ лишь с телефонов Sony Ericsson. sonyericsson.com. Мы тоже думаем, что это отличная услуга :-)
Оригинальный текст (англ.)TrackID(tm) is a Sony Ericsson and Gracenote service. 
Due to terms & conditions, we can only allow Sony Ericsson phones. 
sonyericsson.com. We too think it's a great service :-)

## Приложение для ОС Android
Начиная с 2010 года сервис доступен для пользователей телефонов на платформе Android, он представлен в виде одноименного приложения, распространяемого через Google Play.

## Закрытие сервиса
В июле 2017 года было объявлено о закрытии сервиса с 15 сентября.

Пользователям было предложено скачать Shazam и «воссоздать» журнал распознаваний.

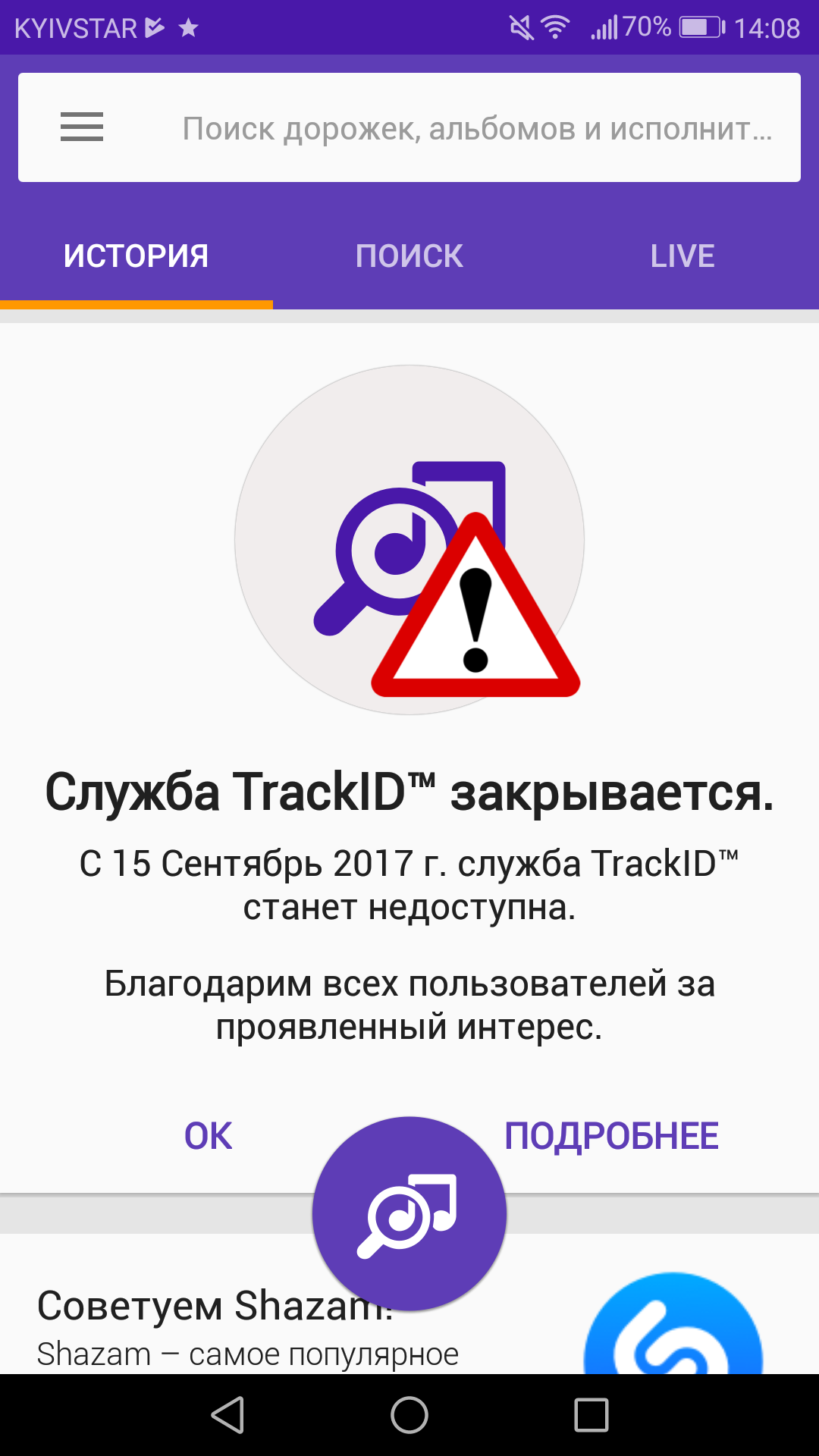
Файл:Screenshot_20170909-140808.pngКраткое объявление о закрытии сервиса с 15 сентября.
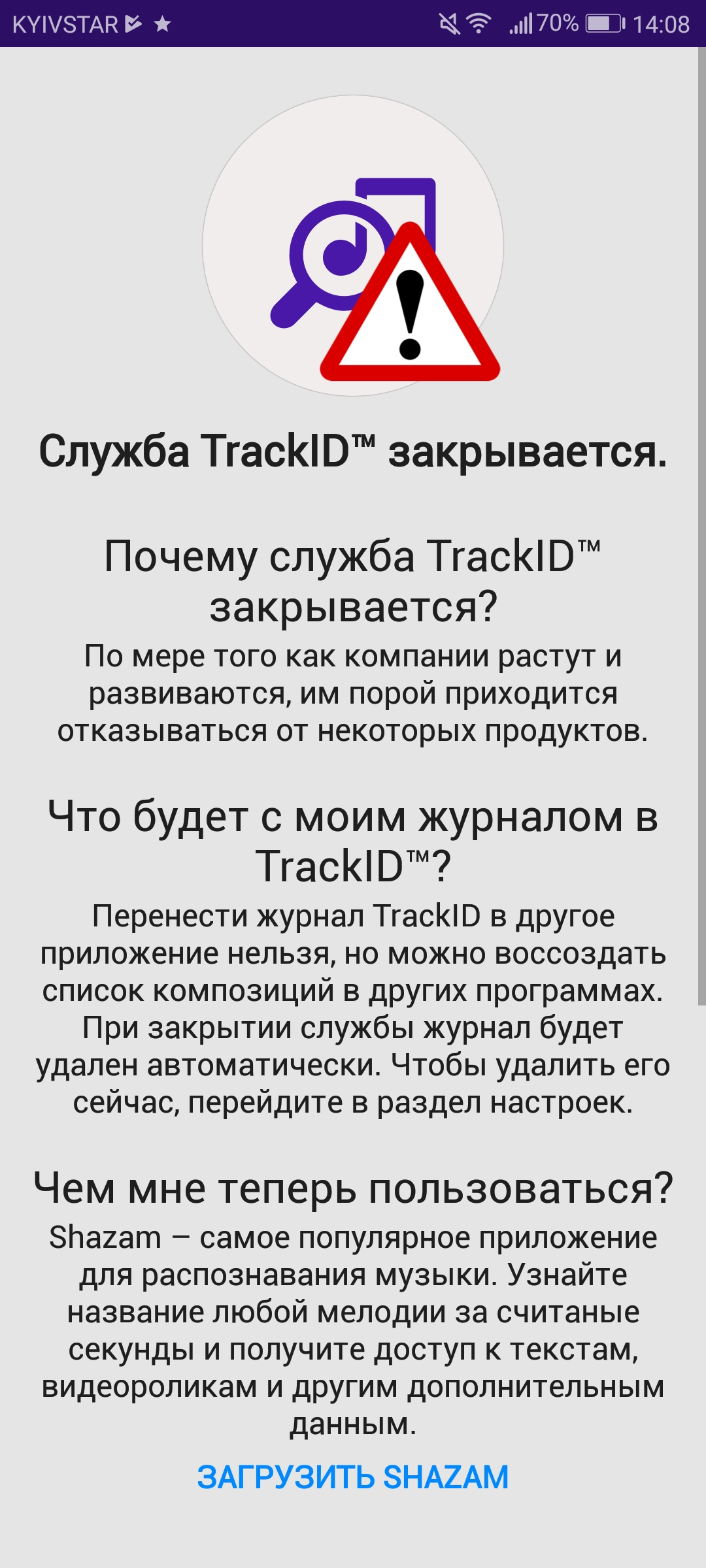
Файл:TrackID_Clouse_09.09.2017.jpgПолное объявление о закрытии сервиса с 15 сентября.
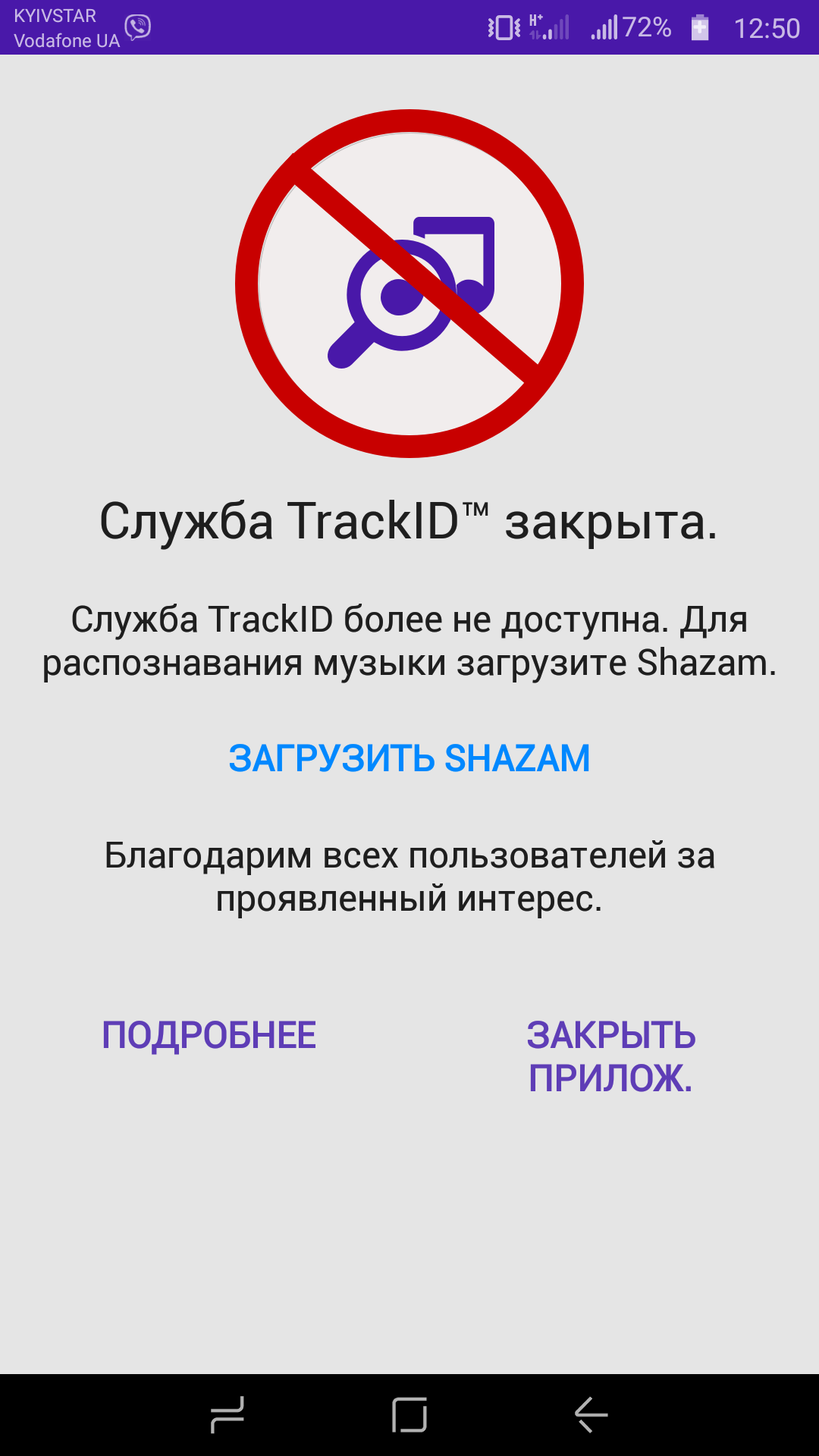
Файл:Screenshot_20170918-125049.pngЗавершение обслуживания (краткое содержание)
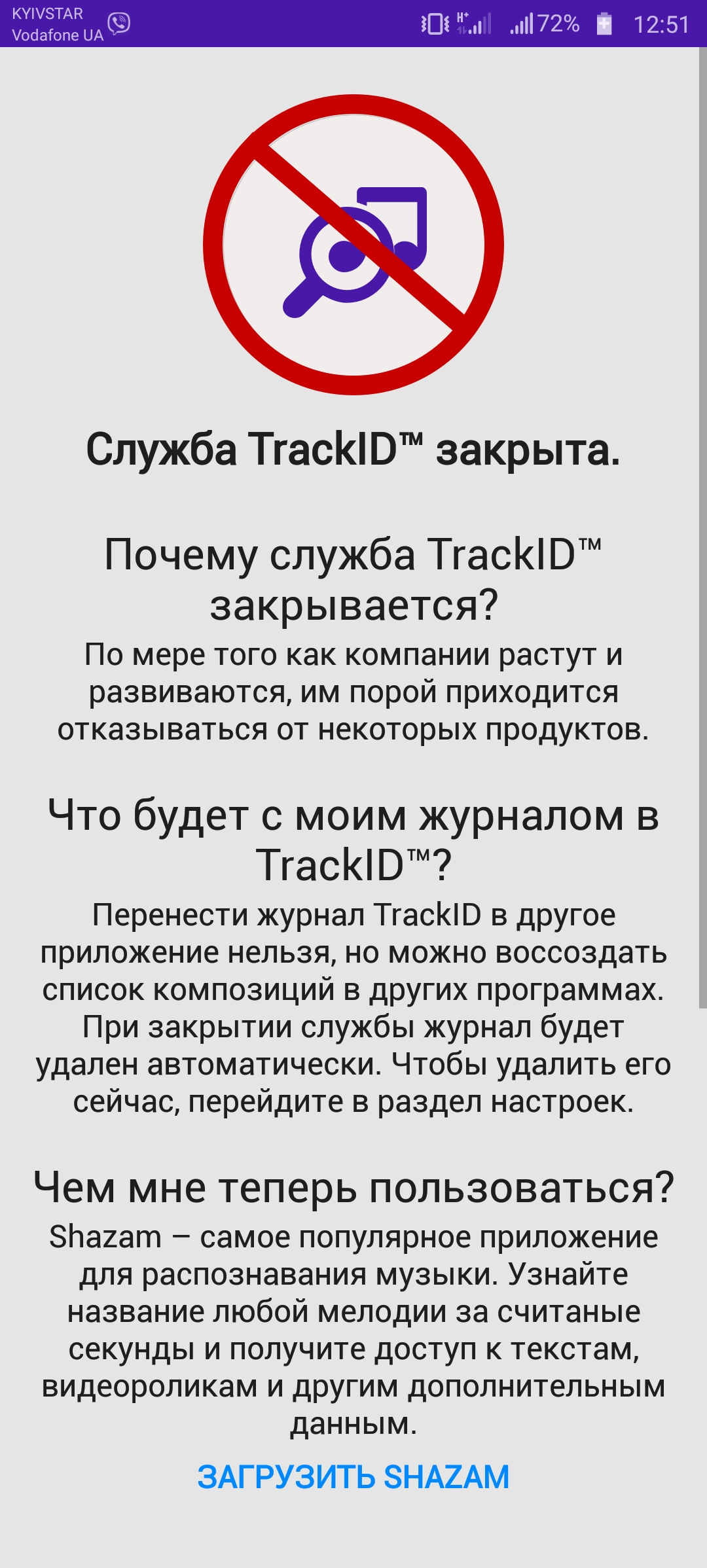
Файл:TrackIDCloused.jpgЗавершение обслуживания TrackID.

## Аналоги
Аналогами TrackID являются системы ShazamID и SoundHound. До недавнего времени ShazamID была доступна только гражданам Великобритании, абонентам сотового оператора Vodafone, но позже была выложено в общий доступ Symbian-приложение для владельцев смартфонов Nokia 3-го поколения.
В 2005 году компания Motorola заключила соглашение с компанией Shazam Entertainment для использования сервиса идентификации музыки в своих телефонах. Этот же сервис в настоящее время используют также приложения телефонов Samsung.